# Giro del Friuli 1979
Il Giro del Friuli 1979, sesta edizione della corsa, si svolse il 27 settembre 1979 su un percorso di 219 km, con partenza da Udine e arrivo a Pordenone. La vittoria fu appannaggio dell'italiano Francesco Moser, che completò il percorso in 5h19'45", alla media di 41,095 km/h, precedendo il belga Roger De Vlaeminck e il connazionale Pierino Gavazzi.

## Ordine d'arrivo (Top 10)
| Pos. | Corridore          | Squadra                         | Tempo    |
| ---- | ------------------ | ------------------------------- | -------- |
| 1    | Francesco Moser    | Sanson                          | 5h19'45" |
| 2    | Roger De Vlaeminck | Gis                             | s.t.     |
| 3    | Pierino Gavazzi    | Zonca-Santini                   | s.t.     |
| 4    | Giovanni Battaglin | Inoxpran                        | s.t.     |
| 5    | Silvano Contini    | Bianchi-Faema                   | s.t.     |
| 6    | Bernt Johansson    | Magniflex-Famcucine             | s.t.     |
| 7    | Franco Conti       | San Giacomo-GS Mobilificio-Alan | s.t.     |
| 8    | Alfio Vandi        | Magniflex-Famcucine             | s.t.     |
| 9    | Mario Beccia       | Mecap-Hoonved                   | s.t.     |
| 10   | Wladimiro Panizza  | Sanson                          | s.t.     |